# He Pingping

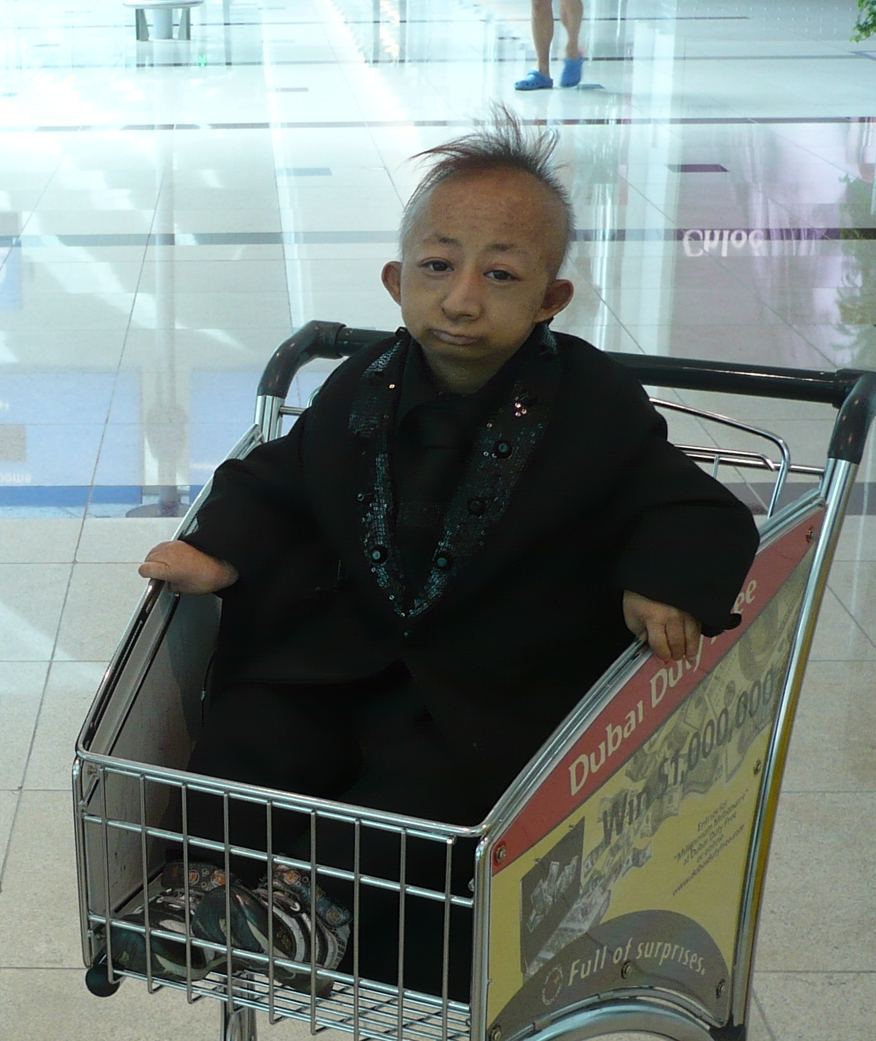
He Pingping

He Pingping, Chinees: 何平平, Wulanchabu 13 juli 1988 - Rome 13 maart 2010, was een Chinese man die volgens het Guinness Book of Records de kortste, tot lopen in staat zijnde volwassen man ter wereld was. He is zijn achternaam. 
He Pingping was 74,61 cm lang en het derde kind van een gezin dat woont in de stad Wulanchabu, Huade in het noorden van de provincie Binnen-Mongolië. Hij had twee getrouwde zusters, die een normale lengte hebben. Volgens zijn vader was hij bij de geboorte zo groot als een handpalm. Als kind groeide hij zeer traag, volgens dokters veroorzaakt door osteogenesis imperfecta, waardoor normale botgroei en lichaamslengte niet mogelijk is.
Hij verscheen in september 2008 samen met Svetlana Pankratova, de vrouw met de langste benen ter wereld, in Londens Trafalgar Square, ter promotie van de 2009 editie van het Guinness Book of Records. Khagendra Magar uit Nepal is sinds oktober 2009 de kortste volwassen man. Magar is 56 cm lang en weegt 4,5 kg. Pingping overleed plotseling op 13 maart 2010 in een ziekenhuis te Rome aan een hartkwaal. Voor zijn opname klaagde hij over pijn op de borst.